# 費堯年
費堯年（1538年—1607年），字熙之，號唐衢，江西廣信府鉛山縣横林（今河口鎮柴家村）人，祖籍湖廣永興（今湖北陽新），明朝政治人物。

## 生平
嘉靖四十年（1561年）辛酉科江西鄉試第三十二名舉人。嘉靖四十一年（1562年）中式壬戌科二甲進士。授工部主事，升郎中，监督明永陵工程，出为顺德府知府，以事贬郡倅。稍升刑部郎中，丁父母忧。服除後改任兵部职方司郎中，萬曆九年（1581年）奉命查勘蓟昌二镇边工，十一年正月升山西按察司副使，蓟州兵备，十月调任浙江杭严道兵备副使，十四年正月升福建左参政，十六年七月升本省按察使，十七年六月升本省右布政使，遷廣東左布政使，二十二年四月官至南京太僕寺卿，卒年七十。

## 家庭
曾祖父費璠，贈光祿大夫柱國少保兼太子太保戶部尚書武英殿大學士、祖父費完，前工部郎中、父費懋文，曾任臨武知縣，母張氏。具庆下。兄鹤年、龜年。弟長年。